# Station Linné
Station Linné är en forskningsstation i Ölands Skogsby i Mörbylånga kommun. Den är en vidareutveckling av Uppsala universitets ekologiska forskningsstation som upprättades 1963 tack vare en donation från Ax: Json stiftelsen till Bertil Kullenberg.
Station Linné hyser tvärvetenskaplig forskning inom hållbar utveckling.

## Organisationsform
Bakom Station Linné finns den ideella stiftelsen Station Linné som i sin tur grundades av föreningen Station Linné. Stiftelsens ekonomi bygger på privata donationer och ett omfattande insamlingsarbete.
På stationen bedrivs också ett utåtriktat arbete med guidade naturvandringar och offentliga föredrag. Under sommarmånaderna finns här en naturskola för barn och det arrangeras utflykter för barn och ungdomar, samt vandringar och föreläsningar för vuxna.
Under hela året bedrivs forsknings- och utbildningsverksamhet. Station Linné är också ett slags ”forskarhotell” som nyttjas av flera svenska och utländska forskningsprojekt. Det största forskningsprojektet ä Svenska Malaisefälleprojektet, SMTP, där mer än 25 miljoner insekter samlades in. Tusen nya arter för Sverige hittades – hälften av dessa nya för vetenskapen. Här bedrivs också forskning om gallmyggor av dr. Mathias Jaschhof.
Station Linné bedriver också logiverksamhet. En stor del av uthyrningsrummen används av forskare och studentgrupper, men rummen hyrs också ut till allmänheten. Sedan februari 2021 är Station Linnés boende anslutet till Svenska Turistföreningen, STF.